# Lino Alberto Reig Fourquet
Lino Alberto Reig Fourquet (València, 1820 - Bétera, 1895) fou un comerciant i polític valencià, fill de Joan Baptista Reig Olcina i germà de Manuel Reig Fourquet. Com el seu germà, es llicencià en dret a la Universitat de València, però no arribà a exercir i es dedicà a l'explotació de les terres del seu pare i les seves comprades a Porta Coeli. Bon amic de Práxedes Mateo Sagasta, amb ell va formar part del Partit Progressista, partit amb el qual fou elegit diputat a Corts Espanyoles pel districte d'Énguera a les eleccions generals espanyoles de 1871.
Amb l'arribada de la restauració borbònica es retirà de la política i va obtenir la representació a València de la Compañía Arrendataria de Tabacos (futura Tabacalera).